# 직각자자리
직각자자리(Norma [ˈnɔrmə])는 남쪽 하늘의 작고 눈에 띄지 않는 별자리이다. 전갈자리와 센타우루스자리 사이에서 찾아볼 수 있다. 은하수가 이 별자리를 지난다. 흔히 수준기자리로 알려져 있다.
직각자자리는 라카유가 붙인 프랑스 명칭(L'Équerre et La Règle: 삼각자와 자)을 라틴어로 번역하여 'Norma et Regula'로 알려졌다.
이 별자리는 대한민국에서는 거의 보기가 어렵다.

## 별과 천체
직각자자리는 경계가 변경되면서 떨어져 나갔기 때문에 α별과 β별이 없다. 주요 별들은 다음과 같다.
- 직각자자리 γ1 별과 γ2 별(γ1 Nor, γ2 Nor): 쉽게 구별할 수 있는 안시쌍성이다. γ2 별은 쌍성(HJ 4841)이며, 4.0 등급이다.
- 직각자자리 ε: 상대적으로 고정된 이중성(HJ 4853)이다. 두 별은 각각 4.54 등급과 6.68 등급이다. 22" 떨어져 있다. 이 중 어두운 쪽은 분광쌍성이다. (6.68 등급과 7.12 등급)
- 직각자자리 ι1: 다중성이다. 26.9년의 주기를 갖는 5.6, 5.8 등급의 별이 쌍을 이룬다. 2000년에는 간격이 0.5"였다. 8.75 등급의 세 번째 별이 11" 떨어져 있는데, 실제로는 두 별은 140광년, 이 별은 55광년 떨어져 있다.
- 직각자자리 μ: 백조자리 알파 변광성으로 추측된다. 밝기는 4.87 ~ 4.98 등급이고, 스펙트럼형은 O9.7이다.
- 직각자자리 R: 미라형 변광성이다. 밝기는 6.5 ~ 13.9 등급이며, 평균 507.5일의 주기이다.
- 직각자자리 S: 잘 알려진 세페이드형 변광성으로, 6.12 ~ 6.77등급으로, 주기는 9.75411일이다. 이 별은 산개성단 NGC 6087의 중앙에 위치한다.

### 성단·성운
은하수에 위치하고 있어서 많은 성단·성운을 포함한다.
- NGC 6067: 산개성단으로, 직각자자리 κ의 북쪽 1° 이내에 위치한다. 10등급의 별이 100개 정도 모여 있으며, 전체 밝기는 5.6등급 정도이다.
- NGC 6087: 직각자자리에서 가장 밝은 산개성단이다. 별자리의 남동쪽 구석, 센타우루스 α별과 제단자리 ζ별 사이에 놓여 있다. 이 성단은 약 3,500광년 떨어져 있으며, 7등급 ~ 11등급의 별이 40개 정도 모여 있다. 이 중 가장 밝은 것은 세페이드형 변광성인 직각자자리 S로, 5.4 등급이다.
- Sp 1 (또는 PK 329+02.1): 행성상성운으로, 'Fine-Ring Nebula (가는 반지 성운)'의 명칭이 더 알려져 있다. 이 성운은 직각자자리 γ1별 서북쪽 5° 위치에 놓여 있다. 거리는 1,000 ~ 4,700 광년으로 추정되며, 전체 밝기는 13.6등급이다. 중앙의 별은 14.03 등급의 백색왜성이다.

직각자자리에는 직각자자리 은하단이라는 은하단이 있다.

## 신화와 역사
이 별자리는 라카유(Nicolas Louis de Lacaille)에 의해 1751년에서 1752년 사이에 희망봉에 머무르는 동안 만들어졌다. 라카유는 처음에는 목수의 도구인 '직각삼각자'와 '자'로 불렀다. 이전에는 '남쪽 삼각형'(남쪽삼각형자리와는 무관)과 유클리드의 직각자로 불렸다.
18세기에 만들어진 별자리이므로, 관련된 전설은 없다.
라카유 이후로 경계가 변경되어 몇 개의 밝은 별들이 직각자리에서 제외되었다. 특히, 라카유가 α별과 β별로 정했던 별들이 전갈자리로 옮겨가서 전갈자리 N별과 전갈자리 H별로 되었다.

## 같이 보기
- 컴퍼스자리
- 삼각형자리
- 남쪽삼각형자리